# Aeroporto Internazionale Noi Bai
L'aeroporto internazionale di Noi Bai (in vietnamita: Sân bay quốc tế Nội Bài) (ICAO: VVNB - IATA: HAN) è un aeroporto vietnamita situato 45 km a nord della capitale Hanoi.

## Storia
Secondo aeroporto più grande del Vietnam, dopo l'aeroporto internazionale di Tan Son Nhat di Ho Chi Min City, è il principale aeroporto di Hanoi ed ha sostituito con la sua apertura nel 1978 il preesistente Aeroporto di Gia Lam.
Il Terminal 1 serve voli nazionali mentre il Terminal 2, inaugurato nel 2015, serve tutti i voli internazionali. L'apertura del Terminal 2 è avvenuta in contemporanea all'inaugurazione di una nuova autostrada che collega l'aeroporto al centro di Hanoi tramite un nuovo ponte sul fiume rosso.
Dal 2012 è gestito dalla Airports Corporation of Vietnam, società di gestione di tutti gli scali del paese. L'aeroporto è il principale hub di Vietnam Airlines e delle low cost Bamboo Airways, Jetstar Pacific e Vietjet Air.